# Баглеры

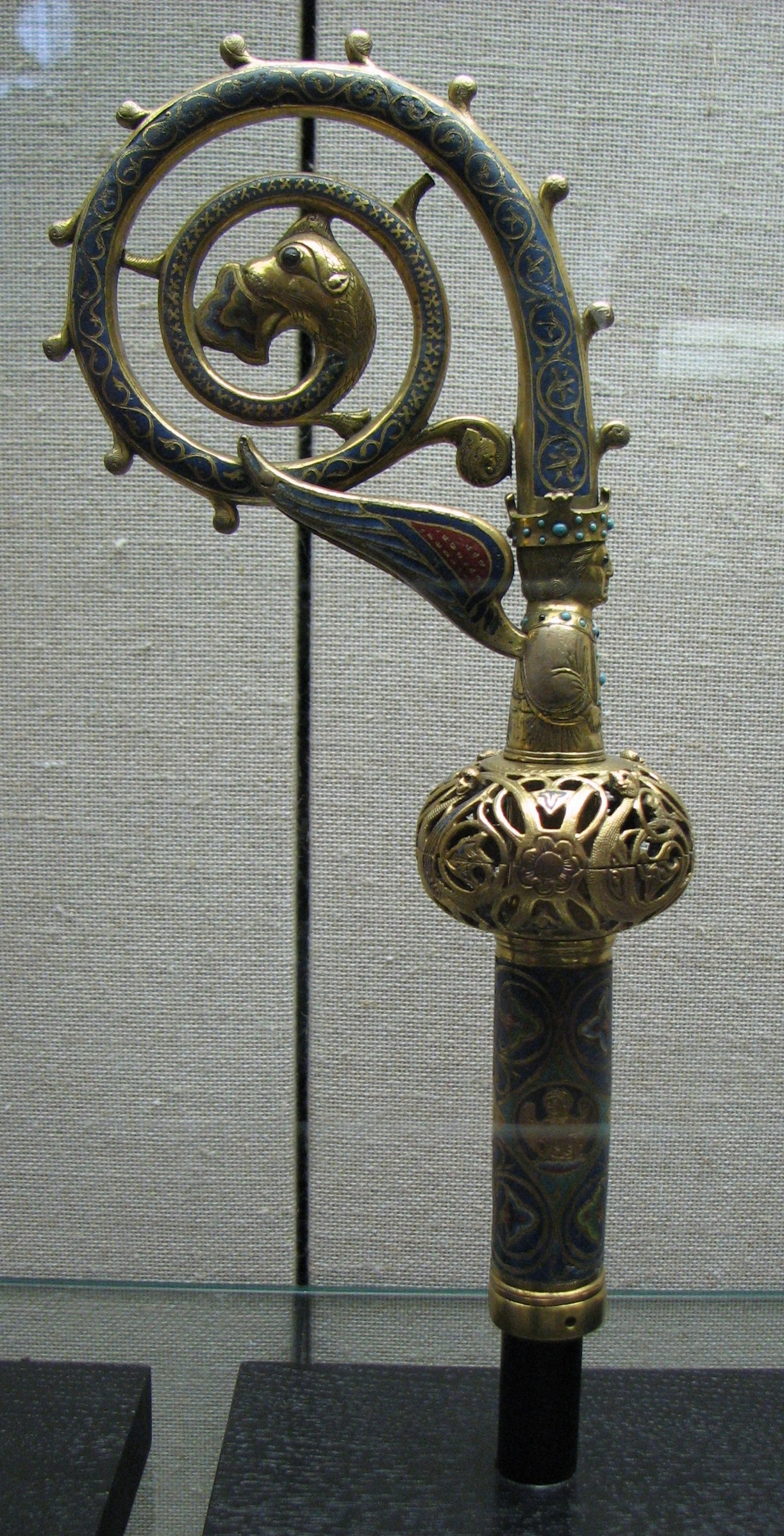
Посох епископа середины 13 века в типичном дизайне в виде головы дракона.

Баглеры или посошники (др.-норв. baglar, от bagall — епископский жезл/посох) — уничижительное название одной из противоборствующих сторон эпохи гражданских войн в Норвегии. Основателями партии были епископ Осло Николас Арнессон и два влиятельных дворянина – Сигурд Ярлссон и Рейдар Сендеманн (в саге – Хрейдар Посланник). Также существенную поддержку партии оказал архиепископ Норвегии Эйрик Иварссон Слепой. Основу партии составляли высокопоставленные церковные иерархи и богатые землевладельцы. Также баглеры пользовали поддержкой короля Дании Вальдемара II.

## История

### Основание
В 1130 году после смерти короля Сигурда Крестоносца в Норвегии начался продолжительный период гражданских войн, причинами которого были неясность норвежских законов о престолонаследии и социальное противоборство (противостояние бедной и богатой знати), также важным фактором был конфликт между королем и высшими церковниками.
Один из переломных моментов произошел в правление короля Магнуса V (за которого фактически правил его отец, Эрлинга Скакке (Кривой)) — был изменен порядок престолонаследия, согласно которому королем мог стать только наследник, рожденный в законном браке. Это было необходимо, так как Магнус V стал первым королем из династии Хорфагеров, который был связан с первым королем Норвегии Харальдом Прекрасноволосым по материнской линии, а не по отцовской (он был сыном Кристины, дочери Сигурда I Крестоносца). Чтобы сгладить этот слом традиций, Магнус и Эрлинг заручились поддержкой католической церкви, что привело к созданию отдельного норвежского архидиоцеза в Нидарусе. Высшие церковники стали основой партии, поддерживавшей Магнуса V и Эрлинга. Второй основой этой партии, которая при Магнусе и Эрлинге еще не имела названия, были сторонники короля  Инге Горбуна (в основном, из числа богатейших аристократов), которые после смерти Инге избрали королем Магнуса V.
В противовес партии Магнуса и Эрлинга в 1174 году вокруг Эйстейна III, известного под прозвищем Дева (или Девчушка), образовалась оппозиционная партия, которая состояла из бедных землевладельцев и крестьян. Они получили название биркебейнеров (буквально — «берестеников», «берёзовоногих», «лапотников»). После гибели Эйстейна биркебейнеры поддержали Сверрира Сигурдссона, выдававшего себя за незаконнорожденного сына короля Сигурда II.
В 1184 году после гибели Магнуса Эрлингссона биркебейнеры пришли к власти, Сверрир стал королем. После этого в оппозицию переходят уже церковники и богатые землевладельцы. В 1185 году против Сверрира начали действовать «кувлунги» — партия сторонников Йона Кувлунга, незаконнорожденного сына Инге I Горбуна. К 1188 году восстание Кувлунга было подавлено, а сам он погиб. После этого происходит объединение «кувлунгов» со сторонниками покойных Магнуса V и Эрлинга Скакке.
В начале 1190-х годов эта объединенная партия начинает фигурировать в источниках под названием «баглеров» (или «посошников»). Название происходило от слова bagall — «епископский жезл/посох», что символизировало доминирующую роль высших церковников Норвегии в этой партии.

### Борьба со Сверриром Сигурдссоном
В 1193 году баглеры начали активно действовать против Сверрира, избрав кандидатом на королевский престол Сигурда Магнуссона, сына Магнуса V. Восстание в его поддержку началось на Оркнейских островах, которыми правил в то время ярл Харальд Маддадссон. В самой Норвегии Сигурда поддерживали епископы во главе с Николасом Арнессоном. В 1194 году в битве при Флорваге восставшие были разгромлены, а Сигурд Магнуссон погиб.
В 1196 году в Сконе, бывшей в то время частью Дании, баглеры сгруппировались вокруг Инге Магнуссона, сына Магнуса V и брата погибшего ранее претендента. Также баглеры пользовали поддержкой датских войск. Партия продолжала ориентироваться на юг страны и город Осло, где они и закрепились, в то время, как Сверрир Сигурдссон отступил в Тронхейм, а весной 1197 года нанес баглерам поражения возле города Вике, но те ответили в январе следующего года, взяв Нидарос (Тронхейм), а затем победили королевские войска в морском сражении в Трёнделаге и позже заняли Берген. Но Сверрир смог контратаковать, разбив вражеский флот на озере Строндафьорд и захватив в 1200 году южную Норвегию. 
Таким образом, ситуация сложилась в пользу Сверрира. Успехи отца развил сын, Хакон Сверрессон, который сумел примириться с церковными лидерами и даже переманить нескольких из них на свою сторону. Это оставило Инге Магнуссона без поддержки. Более того, в 1202 году перебежчики схватили Инге и выдали его Хакону, в результате чего претендент от баглеров был казнен.

### После смерти Сверрира
После скоропостижных смертей Хакона и его племянника Гутторма Сигурдссона в 1204 году баглеры решают воспользоваться моментом и возобновить борьбу за власть. Николас Арнессон поддержал кандидатуру Эрлинга Магнуссона Стейнвегга, еще одного сына Магнуса V и еще одного брата Сигурда и Инге Магнуссонов. Фактически, власть оказалась в их руках, но воспользоваться своим преимуществом они не смогли, биркебейнеры выбрали королем Инге Бордссона, а в 1207 году скончался Эрлинг Стейнвегг.
Наследником Эрлинга стал Филипп Симонссон, племянник короля Инге Горбатого по женской линии (его мать Маргарет Арнодотир была сводной сестрой Инге Горбатого). Оплотом баглеров оставался Осло-фьорд (и южная Норвегия), а биркебейнеров — Трёнделаг (и западная Норвегия), но стычки периодически проходили по всей стране. В итоге норвежские епископы, находившиеся на обеих сторонах конфликта, смогли прийти к соглашению между двумя на встрече в Квитсёй в 1208 году. Под контроль короля от баглеров Филиппа Симонссона перешла восточная Норвегия, но он отказывался от использования королевского титула, тем самым король от биркебейнеров Инге оставался единственным правителем всей страны. На деле Филипп продолжал именовать себя королём до смерти, но мир между баглерами и биркебейнерами сохранялся до 1217 года. После почти одновременной смерти Филиппа и Инге большая часть баглеров присягнула на верность Хакону IV, что фактически положило конец существованию их партии.

### Восстания Риббунга и Кнута Хоконссона
Несмотря на то, что баглеры, по сути, присягнули королю Хакону, часть сторонников партии продолжала борьбу против короля от биркебейнеров. В восточной Норвегии, где они пользовались большой поддержкой, вспыхнуло восстание во главе с Сигурдом Эрлингссоном Рибунгом, сыном Эрлинга Стейнвегга. Борьба Риббунга против войск Хакона и Скуле Бордссона продолжалась до 1226 года. При этом, Риббунг в 1223 году решил прекратить восстание и сдаться Скуле Бордссону, но через несколько лет, когда власть короля Хакона начала усиливаться, он бежал из плена и продолжал восстание до своей смерти. После смерти Риббунга восстание восточнонорвежских баглеров продолжил Кнут Хоконссон, сын ярла Хокона Безумного, но в 1227 году его войска были разбиты, после чего Кнут подписал соглашение с королем Хаконом. Так вражда баглеров и биркебейнеров закончилась.
Основным источником сведений о противостоянии баглеров и биркебейнеров этого времени являются Сага о Сверрире и Саги о Посошниках (Краткая и Пространная редакции), которые описывают события, происходившие после с 1170х гг. вплоть до 1217 года.

## Список претендентов на престол от баглеров
- Сигурд Магнуссон 1193—1194
- Инге  Магнуссон 1196—1202
- Эрлинг Стейнвегг 1204—1207
- Филипп Симонссон 1207—1217

### В восточной Норвегии
- Сигурд Риббунг 1219—1226
- Кнут Хоконссон 1226—1227